# トト・ヴォルフ
トルガー・クリスチャン・"トト"・ヴォルフ（Torger Christian "Toto" Wolff、1972年1月12日 - ）は、オーストリア出身のマネージングディレクター、元レーシングドライバー、 実業家。
青年期からレーサーの傍ら経営者としても活動。2009年より「ウィリアムズ」での要職を得てF1界に携わり、2013年から「メルセデスベンツ・グランプリ」のチーム代表を務めている。妻は、レーシングドライバーだったスージー・ヴォルフ（旧姓：ストッダート）。
（※マスコミではヴォルフ読みは多数派ではなく、トト・ウォルフ、あるいはトト・ウルフとも読むメディアもある）

## 経歴

### レーシングドライバー時代
青年期の現役レーサーとしてのキャリアは1994年、22歳の時にフォーミュラ・フォードオーストリア選手権へのデビューでスタートした。その後、GTレースやラリーに転身し、1994年のニュルブルクリンク24時間レースと2006年のドバイ24時間レースではクラス優勝メンバーの一員となっている。
2004年には同じオーストリア出身のカール・ヴェンドリンガーと組んでFIA GT選手権に参戦。同国人であるゲルハルト・ベルガーやアレクサンダー・ブルツとも親交がある。
2009年にはポルシェ・997 GT3-RSRを駆ってニュルブルクリンク北コース（ノルドシュライフェ）でラップレコード（7分3秒28）を記録。直後に時速270kmでクラッシュを喫したが無事に生還した（動画）。

### 実業家
ビジネスマンとしては1998年より投資会社マーチ・シックスティーン (Marchsixteen) を経営し、モータースポーツ関連ビジネスにも進出。2006年にはドイツツーリングカー選手権 (DTM) やF3でメルセデスのプログラムを運営するHWAの株式49%を取得し、共同オーナーに就任した。また、元F1王者ミカ・ハッキネンのマネージャーだったディディエ・コトンと共に、若手ドライバーのマネージメントを担当するエイセス・マネージメント・グループ (Aces Management Group) を経営する。
2009年11月、ウィリアムズF1チームの母体企業であるウィリアムズ・グランプリ・ホールディングスPLCの株式10%を取得して非常勤役員となった。
2011年10月、DTMに参戦する女性ドライバー、スージー・ストッダートと結婚。スージーは2012年よりウィリアムズの開発ドライバーに就任した。
2012年3月、チームオーナーのフランク・ウィリアムズの後継者と目されていたアダム・パー会長が辞任。同年7月、ヴォルフが常務取締役に昇格し、フランクを補佐することが発表された。妻スージーの他に、マネージメントを担当するバルテリ・ボッタスがリザーブドライバーとして金曜フリー走行に出走するなど、ヴォルフはウィリアムズの新たな後継者候補に近づいていると目されていた。
しかし、一転し2013年1月にメルセデス・ベンツ・モータースポーツのマネージング・ディレクターに就任し、ノルベルト・ハウグの後任としてメルセデスのレース活動全般を担当することになった。ウォルフはこれ以前からHWAを通じてメルセデスとは関係があったが、突然のオファーに驚き、ウィリアムズを離れることに悩んだと述べている。ディレクター就任にともないメルセデスF1チームの株式30%を取得し、同年4月にはニック・フライに代わって最高経営責任者 (CEO) にも就任、商業面の責任も負うことになった。その後、ウィリアムズ・グランプリ・ホールディングの保有株を段階的にアメリカ人起業家ブラッド・ホリンガーへ売却し、2016年3月にウィリアムズとの資本関係を終了した。なおボッタスのマネージメントは継続しており、2016年末にメルセデスに在籍していたニコ・ロズベルグがチャンピオン獲得直後に電撃引退した際には、既に2017年のウィリアムズと契約を結んでいたボッタスをメルセデスに引き抜く交渉を行った。
2020年12月、メルセデスチームの株式の1/3をダイムラーから購入した。
2024年8月末、翌シーズンからアンドレア・キミ・アントネッリをメルセデスF1のレギュラードライバーに起用することを発表。この際に、「ルイス・ハミルトンが今年1月にチームを移籍すると発表したが、私はその5分後にはキミをその後任にすると心に決めていた。ジョージ・ラッセルとキミの二人は、この後数年におけるメルセデスの未来だ。彼らはこれまでも、これからも長くメルセデスのドライバーだ。」と発言し、高評価を与えた。